# Henry Scheffé

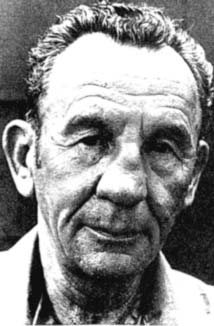
Henry Scheffé

Henry Scheffé (* 11. April 1907 in New York City; † 5. Juli 1977 in Berkeley (Kalifornien)) war ein US-amerikanischer mathematischer Statistiker.

## Leben
Scheffé war Sohn deutscher Einwanderer. Sein Vater war Bäcker, wurde aber in der Großen Depression arbeitslos, und die Familie machte schwere Zeiten durch. Scheffé studierte am Polytechnic Institute of Brooklyn und ab 1928 an der University of Wisconsin mit dem Bachelor-Abschluss 1931. Er heiratete 1934 und wurde 1935 an der University of Wisconsin bei Rudolph Ernest Langer promoviert mit einer Dissertation über Differentialgleichungen (The Asymptotic Solutions of Certain Linear Differential Equations in Which the Coefficient of the Parameter May Have a Zero). Er lehrte Mathematik an der University of Wisconsin, an der Oregon State University und dem Reed College, bevor er 1941 an die Princeton University ging, wo er sich bei Samuel Stanley Wilks der Statistik zuwandte. Im Zweiten Weltkrieg war er am Office of Scientific Research and Development tätig. Ab 1944 war er an der Syracuse University, ab 1946 an der University of California, Los Angeles, und ab 1948 an der Columbia University, wo er der Statistik-Fakultät vorstand, bevor er 1953 Professor an der University of California, Berkeley, wurde. Von 1965 bis 1968 stand er auch dort der Statistik-Fakultät vor, und 1974 wurde er emeritiert. Danach lehrte er noch für drei Jahre an der Indiana University Bloomington.
Henry Scheffé war 1954 Präsident des Institute of Mathematical Statistics und von 1954 bis 1956 Vizepräsident der American Statistical Association.
Nach ihm wurde der Satz von Scheffé sowie der Scheffé-Test (1953) benannt (siehe Post-hoc-Test), gemeinsam mit Erich Leo Lehmann außerdem der Satz von Lehmann-Scheffé.

## Schriften
- The Analysis of Variance, Wiley 1959.
- Statistical Inference in the Non-Parametric Case. In: Annals of Mathematical Statistics, Band 14, 1943, S. 305–332.
- A Method for judging all contrasts in the analysis of variance. In: Biometrika, Band 40, 1953, S. 87–110.
- zusammen mit Lehmann: Completeness, similar regions, and unbiased estimation. Teil 1, 2. In: Sankhyā. The Indian Journal of Statistics. Band 10, 1950, S. 305–340.